# Château de Margam
Le château de Margam, Margam, Port Talbot, Pays de Galles, est une maison de campagne géorgienne tardive construite pour Christopher Rice Mansel Talbot. Conçu par Thomas Hopper, le château est construit dans un style néo-Tudor sur une période de cinq ans, de 1830 à 1835. Le site est occupé depuis environ 4 000 ans. bâtiment classé Grade I, le château est maintenant sous la garde du Neath Port Talbot County Borough Council.

## Histoire
Le domaine de Margam est occupé à l'âge du fer et les vestiges d'une Colline fortifiée de cette période, Mynydd-y-Castell, se dressent au nord du château. Après l'invasion normande du Pays de Galles, Robert, 1er comte de Gloucester et seigneur de Glamorgan, accorde les terres de Margam à l'abbaye de Clairvaux, pour l'établissement d'un nouveau monastère cistercien qui devient l'abbaye de Margam. À la suite de la dissolution des monastères à partir de 1536, le domaine de Margam est acheté par Sir Rice (Rhys) Mansel. Ses descendants construisent un manoir Tudor substantiel dans le parc. Au XVIIIe siècle, ce manoir est démoli et la famille retourne dans l'une de ses premières maisons ancestrales, le château de Penrice, Thomas Mansel Talbot (1747–1813), chargeant Anthony Keck de construire un nouveau manoir à côté des ruines du château. Keck est également employé à Margan, que Talbot transforme en jardin d'agrément, en utilisant Keck pour concevoir une énorme orangerie.
Christopher Rice Mansel Talbot succède à son père en 1813 à l'âge de dix ans. Enrichi par le développement de Port Talbot au début du XIXe siècle et après avoir fait un Grand Tour d'Europe, Talbot retourne dans le sud du Pays de Galles et à partir de 1830 rétablit Margam comme son siège principal. Une nouvelle maison, le château de Margam est conçu dans un style gothique Tudor par l'architecte Thomas Hopper (1776–1856), avec Edward Haycock Sr. (1790–1870) comme architecte superviseur et concepteur de parties de l'intérieur et de l'extérieur de la maison, les écuries, les terrasses et les loges.
Talbot prend également un vif intérêt pour le projet, encourageant ses architectes à emprunter des éléments de l'abbaye de Lacock dans le Wiltshire (maison ancestrale des Talbot et maison de son cousin William Henry Fox Talbot) et de Melbury House dans le Dorset (maison de la famille de sa mère, les Fox-Strangways, comtes d'Ilchester). William Henry Fox Talbot est un visiteur fréquent de Margam, et le château figure comme une image dans certaines de ses premières expériences photographiques. Margam est l'emplacement de la première photographie galloise connue, un daguerréotype du château pris le 9 mars 1841 par le révérend Calvert Richard Jones.
Après le décès d'Emily Charlotte Talbot, la fille de son premier propriétaire, le château passe à son neveu et continue à être utilisé par la famille Talbot jusqu'en 1941, date à laquelle il est vendu. David Evans-Bevan, qui l'achète, le trouve trop grand pour y vivre, mais ne trouve aucun organisme public intéressé pour le prendre en charge, et il tombe en ruine. Pendant de nombreuses années, il appartient à l'autorité locale, mais n'est pas ouvert au public. En 1977, un incendie cause d'importants dégâts, et ce n'est qu'après cela qu'un projet de restauration commence sérieusement.
Aujourd'hui, le château de Margam est sous la garde du conseil d'arrondissement du comté de Neath Port Talbot. Le château de Margam est un bâtiment classé Grade I. Sa cour de service est classée Grade II *, tout comme les murs et l'écran de la terrasse, tandis que les marches du jardin en terrasse sont classées Grade II. 

## Sources
- John Newman, Glamorgan, London, UK, Penguin Books, coll. « The Buildings of Wales », 1995 (ISBN 978-0-300-09629-3, lire en ligne)